# Annexion de la Crimée par la Russie en 2014

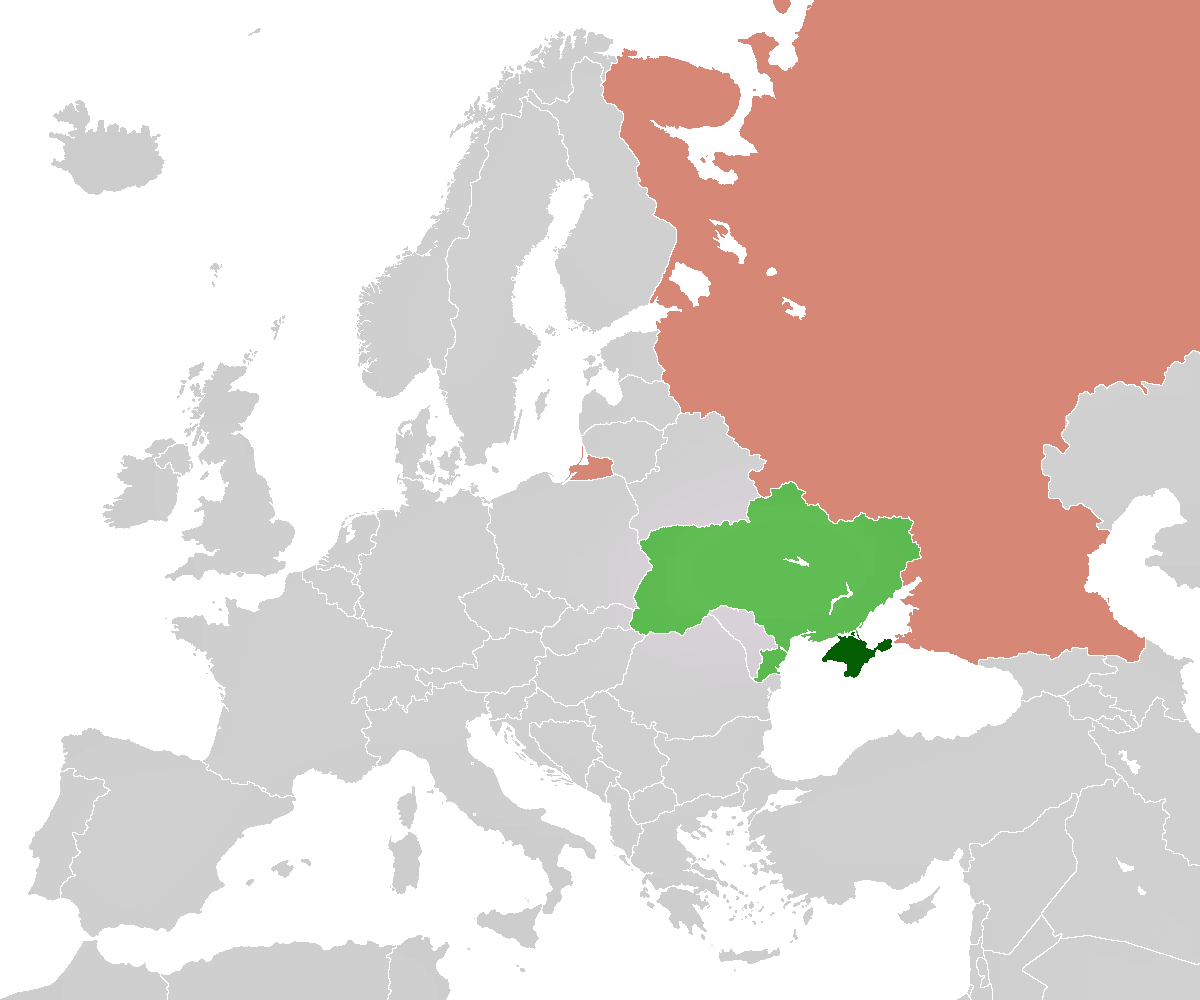
Carte de la Crimée (vert sombre), du reste de l'Ukraine (vert pâle), et de la Russie (rose).

Ne doit pas être confondu avec Annexion de la Crimée (1783) ou Guerre de Crimée.
Pour un article plus général, voir Guerre russo-ukrainienne.
Guerre russo-ukrainienne
Batailles
- Euromaïdan
- Révolution de la Dignité
- Manifestations anti-Maïdan

Annexion de la Crimée
- Invasion russe de la Crimée
- Prise du Parlement de Crimée
- Prise de la base navale sud
- Incident de Simféropol (en)
- Occupation russe de la Crimée

Troubles pro-russes
- Odessa
- Troubles pro-russes à Kharkiv (uk)
- Troubles pro-russes à Louhansk (uk)
- Bataille de la rue Rymarska (uk)
- Proclamation de la république de Crimée
- Prise de Donetsk
- Proclamation de la RP de Donetsk
- Proclamation de la RP d'Odessa (hu)
- Proclamation de la RP de Lougansk
- Affrontements à Odessa du 2 mai (uk)
- Incendie de la Maison des syndicats d'Odessa

Guerre du Donbass
- Sloviansk
- Kramatorsk
- Artemivsk
- Marioupol
- Karlivka
- 1re Donetsk
- Louhansk
- Krasnyi Lyman
- Il-76
- Chyrokyne
- Saour-Mogyla
- Horlivka
- Vol Malaysia Airlines 17
- 2e Donetsk
- Loutouhyne
- Ilovaïsk
- Novoazovsk
- 3e Donetsk
- 32e barrage
- Volnovakha
- Debaltseve
- Marïnka
- Avdiïvka

L'annexion de la Crimée fait référence à l'invasion de la péninsule de Crimée (Ukraine) menée par la fédération de Russie en février et mars 2014, et à son rattachement ultérieur à la Russie le 18 mars 2014. Ce conflit post-soviétique a lieu au lendemain de la révolution ukrainienne de février 2014 et fait partie de la guerre russo-ukrainienne.
À partir du 28 février 2014, des troupes russes occupent la péninsule de Crimée, puis des mouvements de troupes sont entrepris par l'armée de terre russe près de la frontière ukrainienne. Ces évènements provoquent une crise diplomatique internationale.
Le déploiement de ces troupes russes fait suite aux manifestations de l'Euromaïdan en Ukraine ayant abouti à la destitution du président ukrainien pro-russe Viktor Ianoukovytch par le parlement, le 22 février 2014. La Russie considère que le nouveau gouvernement ukrainien est « illégitime ». Le gouvernement ukrainien du nouveau président Oleksandr Tourtchynov accuse la Russie « d'invasion » et « d'occupation armée » tandis que la Russie nie être à l'origine de la présence de soldats russes en Crimée et affirme que ces soldats sont des « forces locales d'auto-défense », tout en évoquant la possibilité d'envoi de troupes en Ukraine. Vladimir Poutine avouera en avril que ces troupes occupant la Crimée étaient bien des soldats de l'armée russe. Le 11 mars, le parlement de Crimée, illégitime, déclare l'indépendance de la république de Crimée.
Le 18 mars 2014, à la suite d’un référendum tenu le 16 mars, le gouvernement russe annonce que la république de Crimée (correspondant à l’ancienne république autonome de Crimée) et la ville de Sébastopol, anciennement ukrainiennes, deviennent deux nouveaux sujets de la fédération de Russie et le gouvernement ukrainien commence alors à retirer ses troupes de Crimée. Début avril, une insurrection armée séparatiste soutenue par la Russie émerge dans l'est du pays. Commence alors la guerre du Donbass.
Au niveau international, les États-Unis, l'Union européenne et d'autres pays s'opposent à la Russie, l'accusant de violer le droit international et la souveraineté de l'Ukraine. L'Assemblée générale de l'ONU adopte le 27 mars 2014 avec 100 voix pour et 11 contre, une résolution non contraignante qui souligne le caractère invalide du référendum en Crimée et le rattachement de cette péninsule à la Russie. Sur les 193 pays membres, 58 s'abstiennent et une vingtaine ne prend pas part au vote.

## Contexte historique et géopolitique

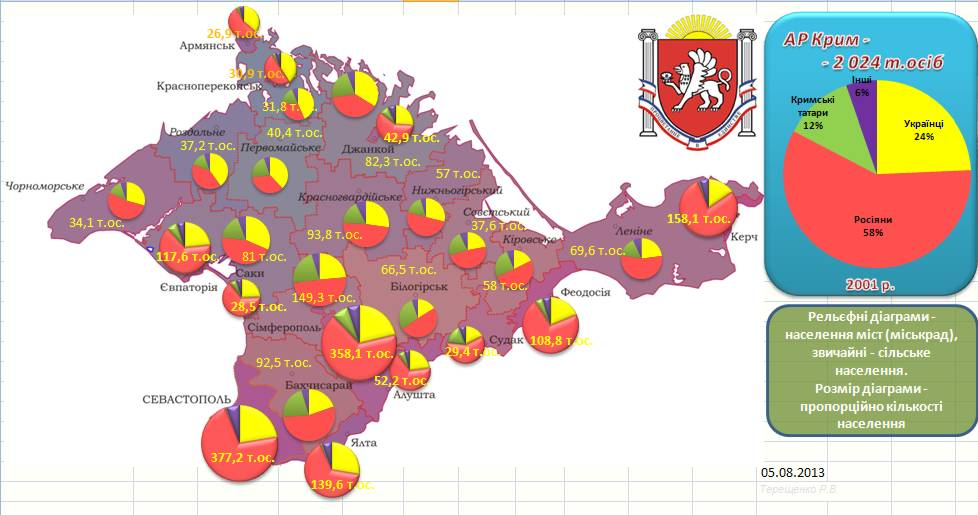
Composition ethnique de la population de Crimée par districts et villes (2001) :
1. En rouge : russe (moy. : 59 %)
2. En jaune : ukrainien (moy. : 24 %)
3. En vert : tatare (moy. : 12 %)
4. En violet : autres ethnies (moy. : 5 %).

Le Khanat de Crimée a été annexé par l'Empire russe en 1783, mais ce n'est qu'au XXe siècle que les colons russes deviennent le groupe de population le plus important. La Crimée est devenue le « cœur du romantisme russe » au temps de la Russie impériale, et la région a continué à attirer les vacanciers sous l'URSS. La Crimée avait une certaine autonomie au sein de l'URSS en tant que république socialiste soviétique autonome de Crimée entre 1921 et 1945, mais Joseph Staline déporte les Tatars de Crimée et abolit l'autonomie de la Crimée. En 1954, Nikita Khrouchtchev transfère la Crimée de la RSFS de Russie à la république socialiste soviétique (RSS) d'Ukraine de manière symbolique. Le 20 janvier 1991, un référendum rétablit l'autonomie de la Crimée, qui se proclame « république autonome », avant même la déclaration d'indépendance de l'Ukraine du 24 août 1991, qui sera reconnue internationalement en décembre 1991. À ce moment-là, la péninsule criméenne fait toujours partie de la RSS d'Ukraine, l'un des quinze États formant l'ex-URSS. En février 1992, le parlement de Crimée fonde la république de Crimée avec l'aval du parlement ukrainien qui reconnaît certains droits d'autogestion. Le 5 mai 1992 la Crimée proclame son indépendance (qui devait être approuvée par un référendum prévu le 2 août 1992) et introduit la première constitution de la Crimée. Mais dès le lendemain, la Crimée ajoute dans sa constitution que son territoire fait partie de l'Ukraine. Le 13 mai, le parlement d'Ukraine annule la déclaration d'indépendance et ordonne au parlement de Crimée de faire de même (sous une semaine). En juin 1992, les deux parlements parviennent enfin à un accord, et la Crimée bénéficie d'un statut de république autonome. La république autonome de Crimée aura une autonomie administrative et territoriale, au sein de l'Ukraine. Elle décidera en toute indépendance sur les questions soumises par le Conseil constitutionnel de l'Ukraine.

Carte politique de la Crimée avec en jaune, la république autonome de Crimée ; en rouge, la municipalité de Sébastopol au statut spécifique ; les oblasts de Kherson et de Zaporijjia sont en vert, tandis que la mer Noire est à l'ouest et au sud, la mer d'Azov est à l'est.

Le 16 février 1994, Iouri Mechkov est élu président de la Crimée, poste qu'il sera le seul à occuper de 1994 à 1995. Un triple référendum est lancé le 27 mars 1994, en même temps que les élections régionales et nationales. Il porte sur une plus grande autonomie de la Crimée, sur la double-nationalité et sur l'importance des décrets présidentiels ; les trois votes sont positifs. En mai 1994, le parlement de Crimée vote le retour à la constitution de mai 1992. En septembre 1994, le président de la Crimée, Mechkov, en accord avec son parlement, décide de réécrire une nouvelle constitution. Le 5 décembre 1994, le mémorandum de Budapest signé entre la Russie et l'Ukraine garantit l'indépendance et l'intégrité territoriale de l'Ukraine. Le 17 mars 1995 le parlement d'Ukraine abolit la constitution de 1992 et de facto la légalité du Président de la Crimée. De juin à septembre 1995, c'est le président d'Ukraine Leonid Koutchma qui gouverne directement la Crimée par décrets présidentiels. En octobre 1995, le parlement de Crimée vote une nouvelle constitution, encore une fois contestée par les autorités ukrainiennes, jusqu'en avril 1996, après bien des amendements. Une seconde constitution de la Crimée, donnant moins d'autonomie, est finalement ratifiée par le parlement de Crimée, le 21 octobre 1998. Le parlement ukrainien confirme à son tour cette constitution le 23 décembre 1998. Elle entre en vigueur le 12 janvier 1999.
Le 21 avril 2010, les accords de Kharkov sont signés entre l'Ukraine et la Russie, prolongeant, jusqu'en 2042 au lieu de 2017, l'utilisation de la base navale de Sébastopol contre des rabais importants sur le gaz russe. Les intérêts pour la Russie de prendre la Crimée sont également énergétiques, celle-ci disposant d'importants champs de gaz.

## Déroulement

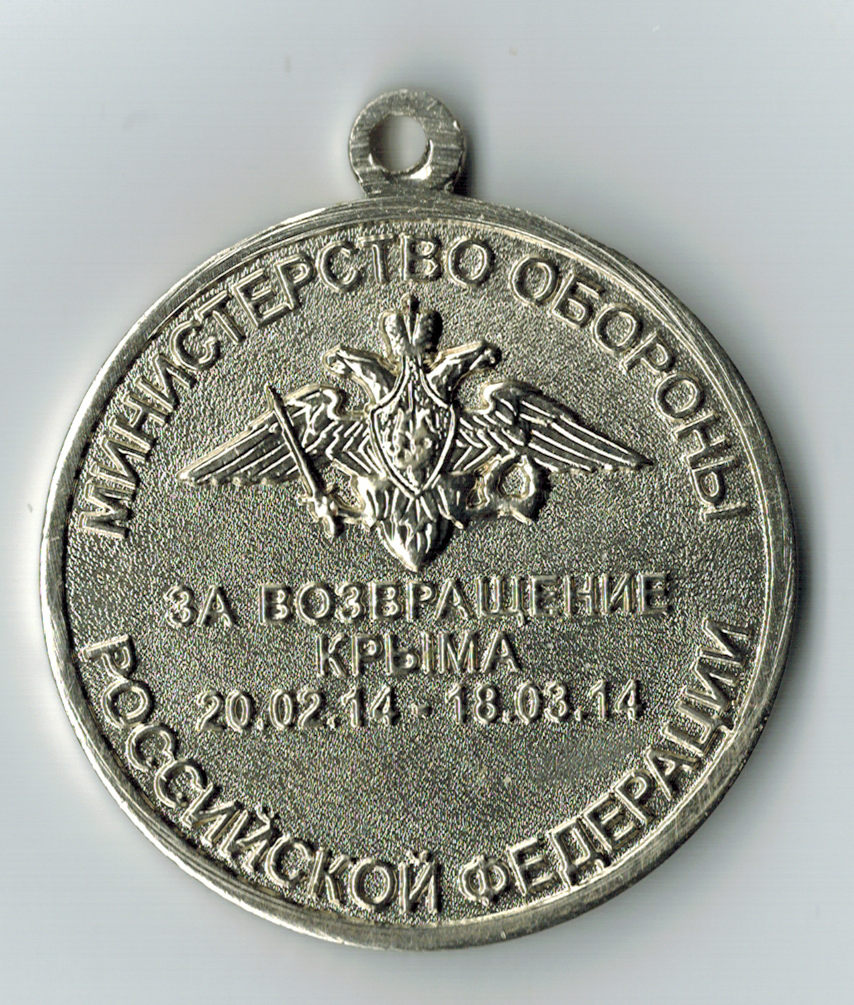
La médaille « Pour le retour de la Crimée » : le revers de la médaille date le début de la campagne de Russie en Crimée au 20 février 2014.

### Février

#### Destitution de Ianoukovitch
En février 2014, dans le contexte des manifestations pro-européennes de l'Euromaïdan, débutées en 2013, dénonçant la corruption et le caractère pro-russe du pouvoir en place, le président de l'Ukraine Viktor Ianoukovytch est destitué par le parlement ukrainien et remplacé par un gouvernement d'intérim dirigé par Oleksandr Tourtchynov et Arseni Iatseniouk.
Le 21 février, le président ukrainien Viktor Ianoukovytch téléphone au président russe Vladimir Poutine et déclare son intention de quitter Kyïv. Poutine cherche à le dissuader de quitter la capitale, mais Ianoukovytch se rend à Kharkiv puis à Donetsk. Dans le documentaire russe d'Andreï Kondrachov (ru), Crimée. Retour à la Patrie (en), Poutine déclare avoir tenu une réunion toute la nuit du 22 février, dans laquelle il annonce sa décision d'imposer le « retour » de la Crimée à la Russie,,. À Donetsk, Ianoukovytch demande de l'aide à Poutine ; ce dernier suggère qu'ils se retrouvent à Rostov-sur-le-Don, mais l'avion de Ianoukovytch n'est pas autorisé à quitter l'aéroport international de Donetsk. Par conséquent, il s'envole pour la Crimée. Une fois sur place, les Russes organisent le transport de Ianoukovytch d'Ukraine vers la Russie.

#### Préparation militaire russe
Le 20 février 2014, les installations militaires russes de la Crimée sont sous le régime de sécurité renforcé, y compris le centre de recherche et de test de la flotte de la mer Noire à Théodosie, le quartier général de la flotte de la mer Noire à la base navale de Sébastopol, et les garnisons russes aux bases aériennes de Katcha (ru) et de Hvardiïske. Les véhicules blindés de transport de troupes russes sont déplacés de Sébastopol à Théodosie et aux aérodromes de l'aviation navale russe de la flotte de la mer Noire. Les Russes avaient déjà le contrôle des aérodromes en Crimée. Ainsi un pont aérien pouvait être établi sans parachutage militaire par les troupes aéroportées.
Dans les jours qui suivent la destitution de Ianoukovytch, les groupes armés pro-russes de Simferopol engagent des volontaires dans des milices, stimulés par la télévision pro-russe qui affirme que des nationalistes ukrainiens descendent sur la capitale de Crimée.
Le 26 février, le FSB et le renseignement militaire russe (GRU) contactent Leonid Hrach (en) (député de la Rada d'Ukraine jusqu'en 2012 et ancien dirigeant communiste de Crimée sous l'URSS) puis Sergueï Axionov (député d'un groupe marginal prorusse) pour leur faire une proposition formelle de devenir premier ministre de la république de Crimée et leur annoncent leur intention de « rattacher la Crimée à la Russie ». C'est Axionov qui est finalement choisi.

#### Siège du parlement de Crimée
Le 26 février, un débat en vue d'un vote sur la tenue d'un référendum se tient au Parlement de Crimée à Simferopol. Mais le vote n'a pas lieu ce jour-là car le nombre de députés pour réunir un quorum n'est pas atteint, 2 députés refusant d'enregistrer leur présence. Pendant ce temps, des milliers de manifestants s'affrontent à l'extérieur du bâtiment entre les pro-russes et les pro-Kyïv.
Au petit matin du 27 février, des manifestants ainsi qu'entre 50 et 100 Russes armés prennent d'assaut le siège du Parlement de Crimée et hissent le drapeau russe. Le site internet du Parlement est alors mis hors service et les téléphones des personnes entrant dans le Parlement sont confisqués. Les journalistes sont également interdits d'accès. Un groupe de députés (une dizaine selon les organisateurs de la manifestation) vote la défiance du précédent gouvernement avant d'élire Sergueï Axionov comme nouveau Premier ministre de Crimée, bien que le Parlement communique plus tard que 61 élus sur 100 étaient présents. Le parti d'Axionov, Unité russe (en), avait obtenu 4,02 % des voix aux élections de 2010. Dès son arrivée au pouvoir, il demande le soutien financier et sécuritaire de la Russie. La tenue du référendum prévu initialement le 25 mai est votée.

#### Invasion militaire russe
Le même jour, la Russie engage des manœuvres militaires avec son armée de terre aux zones frontalières avec l'Ukraine, au prétexte de « mettre à l'épreuve sa capacité d'action ». Ces mouvements de troupes couvrent en fait une mobilisation à l'échelon régional provenant de la base navale de Sébastopol, comme les événements du week-end qui suit le révéleront. La base navale stratégique de Sébastopol est un élément primordial du système de défense russe, abritant la flotte de la mer Noire. Les forces russes stationnées en Crimée — la 810e brigade d'infanterie de marine de la Garde — ne sont pas assez nombreuses pour encercler les bases des garnisons ukrainiennes,.

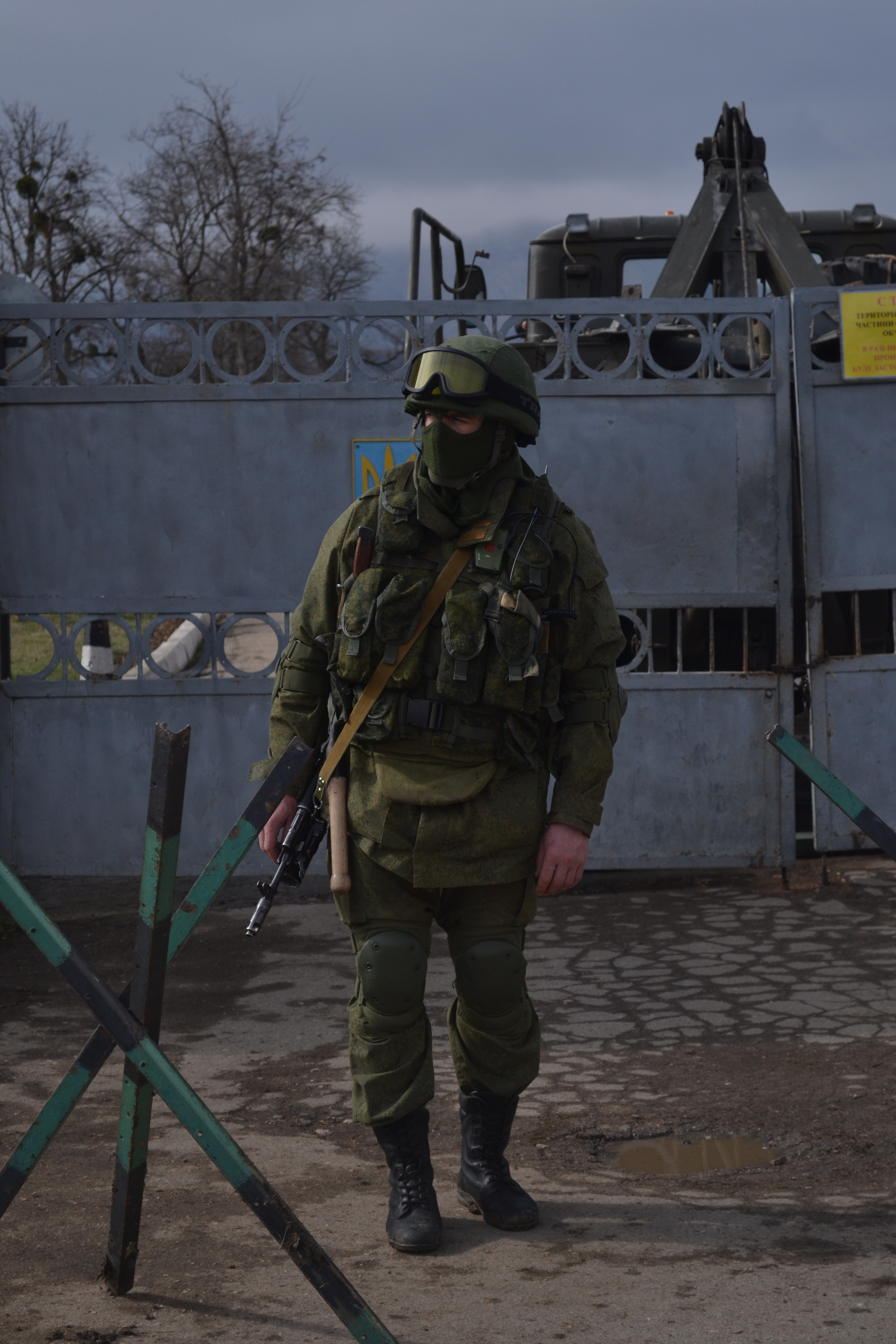
Exemple de petit homme vert, Perevalne entrée de la base de la 36e brigade d'infanterie navale.

Selon le Service national des gardes-frontières d'Ukraine, le matin du 28 février, dix hélicoptères militaires russes s'envolent vers l'Ukraine depuis la Russie, en passant par le cap Takil (uk). Deux hélicoptères Kamov Ka-27 et un hélicoptère Mil Mi-8 atterrissent à l'aérodrome de Katch (ru) et passent par les douanes ukrainiennes selon les procédures établies, mais les autres hélicoptères — ne répondant pas aux communications des gardes-frontières — atterrissent près de l'aérodrome en violation de l'accord russo-ukrainien. Le même jour, une dizaine d'avions de transport militaire russes Il-76 atterrissent sur la base aérienne de Hvardiïske sans obtenir d'autorisation. La défense aérienne ukrainienne est passive en l'absence d'instructions claires du gouvernement : deux avions de combat Soukhoï Su-27 basés en Ukraine continentale survolent la Crimée mais n'attaquent pas les Russes,.
Des hommes en armes dont l'uniforme ne comporte pas de signe permettant leur identification, prennent alors le contrôle de l'aéroport international de Simferopol,. Ils sont surnommés « les petits hommes verts ». 300 militaires russes bloquent la base aérienne de Belbek (en), près de Sébastopol (l'aéroport international de Sébastopol).

#### Réactions politiques
Le ministre de l'intérieur ukrainien par intérim, Arsen Avakov, dénonce une « invasion » et une « occupation armée » des deux aéroports de Crimée par des hommes armés qu'il identifie comme des soldats russes, ce que le Kremlin ne précise pas. À la suite de cet événement, le parlement ukrainien fait voter une résolution appelant la Russie, le Royaume-Uni et les États-Unis à respecter l'engagement de 1994, signé à Budapest visant à garantir l'indépendance de l'Ukraine en échange de son renoncement aux armes nucléaires. Dans l'après-midi, Ianoukovitch tient une conférence de presse à Rostov-sur-le-Don, au cours de laquelle il affirme sa légitimité de président, sa volonté de revenir en Ukraine quand sa sécurité sera assurée, et la nécessité de tenir un référendum.

### Mars

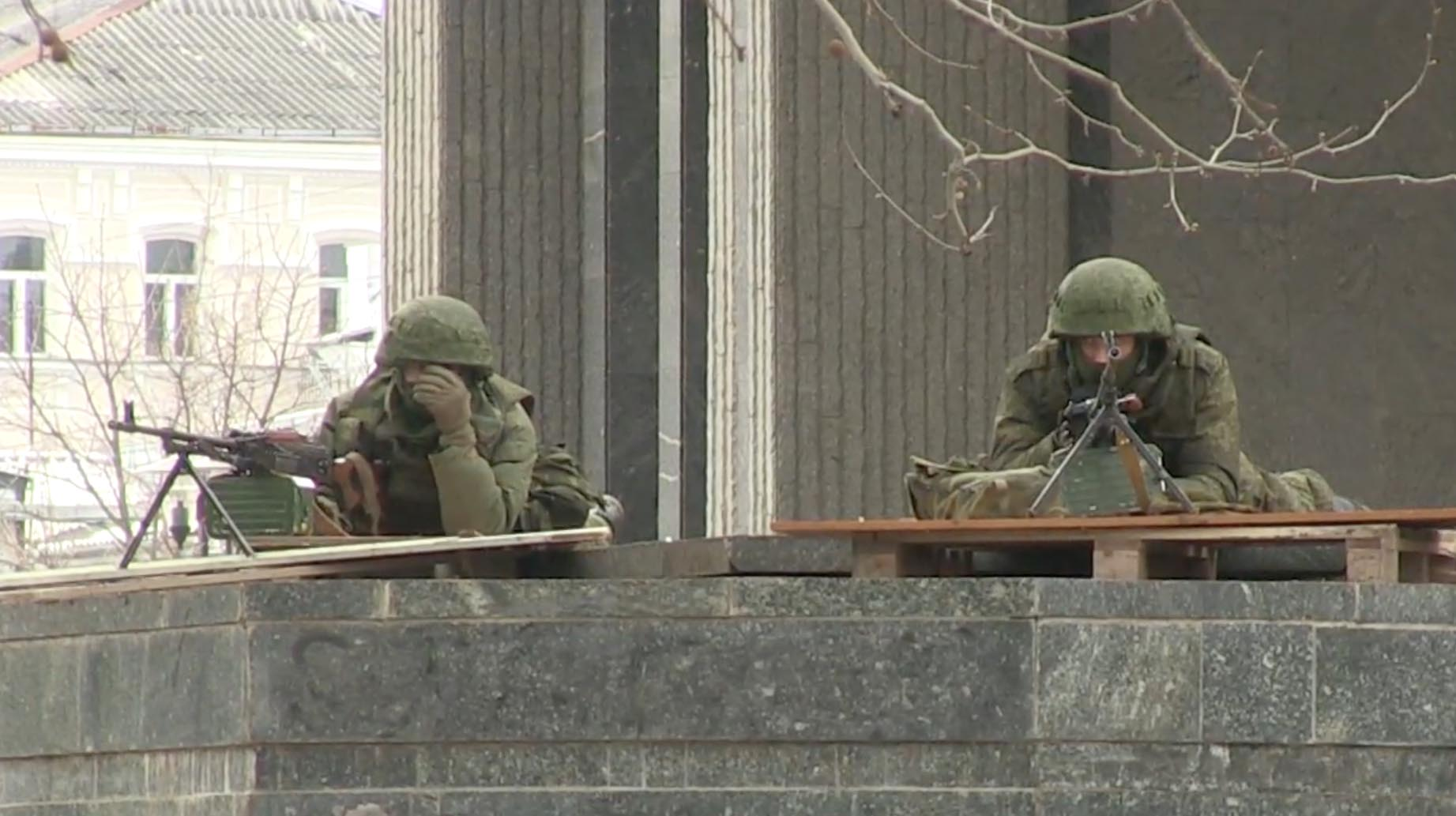
Hommes armés sans insigne à l'extérieur du Parlement de Crimée à Simferopol, le 1 mars 2014.

Le 1er mars, le Conseil de la fédération de Russie autorise le président Poutine à faire usage de la force en Ukraine. Cette demande fait suite à l'appel du nouveau Premier ministre élu Sergueï Axionov, favorable à l'union avec la Russie.
Dans l'est du pays, notamment à Kharkiv et Donetsk, ainsi qu'à Odessa, ont lieu des manifestations pro-russes massives, avec des heurts à Kharkiv. L'État russe annonce engager un processus de normalisation, d'abord en Crimée, ce que certains observateurs occidentaux interprètent comme une réitération de l'intervention en Géorgie de 2008 qui a mené à la séparation de l'Ossétie du Sud et de l'Abkhazie, à la différence que le conflit en Géorgie a commencé par une action géorgienne après plus d'une décennie de blocus économique, ce qui n'est pas le cas du gouvernement ukrainien. Plusieurs témoins attestent de la distribution de passeports russes à des habitants d'Ukraine. La politique de distribution de passeports russes (passeportisation (en)) en Crimée rappelle d'ailleurs celle orchestrée en Géorgie, dans les régions d'Abkhazie et d'Ossétie du Sud, peu avant la guerre russo-géorgienne. À cette époque, l'un des principaux arguments invoqués par Poutine lors de son intervention était la protection de ses citoyens.
|  |

|  |

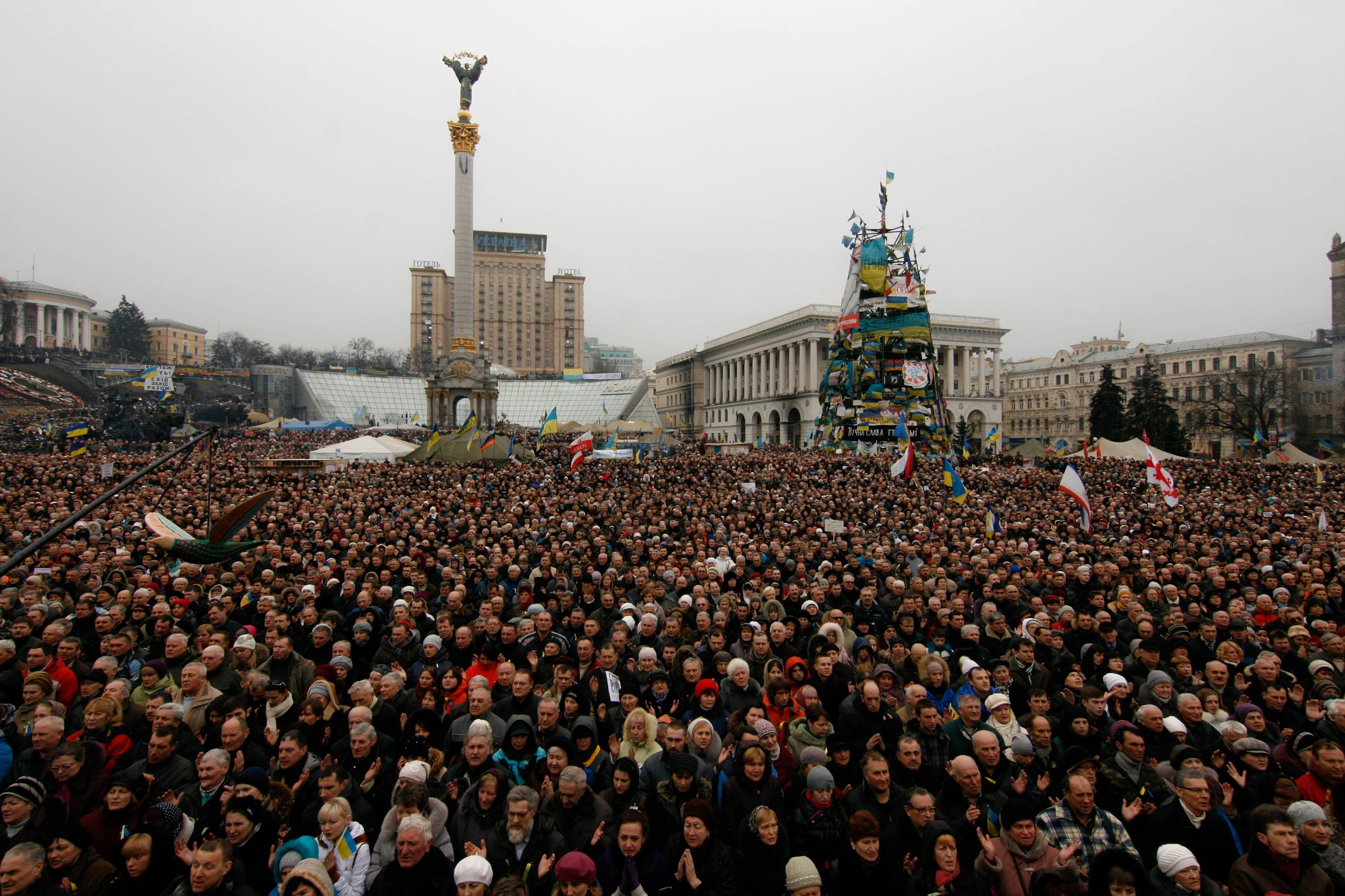
Manifestations place de l'Indépendance à Kyïv protestant contre l'intervention russe en Crimée, le 2 mars 2014.

Le 2 mars, le secrétaire du Conseil de sécurité nationale ukrainien annonce que l'armée va mobiliser tous les réservistes ; de plus, à la suite de rapports de survol de son territoire par des hélicoptères de combat, l'Ukraine ferme son espace aérien à tout aéronef non civil. L'escalade verbale est perceptible par la convocation en urgence des vingt-huit ambassadeurs des États membres de l'Organisation du traité de l'Atlantique nord (OTAN) le dimanche. Dans la nuit, des avions ukrainiens éconduisent deux chasseurs russes de l'espace aérien ukrainien.
La chancelière allemande Angela Merkel obtient que Poutine participe à des négociations avec un groupe de contact composé de diplomates européens. Par ailleurs, le gouvernement ukrainien affirme que les Russes auraient adressé un ultimatum aux Ukrainiens leur demandant d'abandonner leurs bases.
|  |

Le 3 mars, Washington estime que « la Russie a atteint le contrôle opérationnel de la Crimée ». À Moscou, la bourse chute de 10 %, le taux de change du rouble s'effondre. En Ukraine, les citoyens volontaires en âge d'être incorporés se rassemblent dans les commissariats de district, répondant à l'appel du gouvernement. Côté diplomatique, le ministre russe des Affaires étrangères, Sergueï Lavrov, souligne dans une allocution à Genève que son pays n'avait aucunement porté atteinte à l'intégrité territoriale, mais assuré la sécurité des habitants russophones de Crimée face aux événements récents de Kiev. Son homologue américain, John Kerry, décline alors toute une série de sanctions possibles dont la plus retentissante mènerait à l'isolement économique de la Russie. Ioulia Tymochenko, ancienne Première ministre ukrainienne, considère que la raison de l'agression russe provient des velléités ukrainiennes de s'intégrer à l'Europe. Selon elle, la Russie vise à la capitulation de l'Ukraine.
Le 6 mars, le représentant spécial de l'ONU doit quitter la Crimée sous la menace et des observateurs de l'Organisation pour la sécurité et la coopération en Europe (OSCE) sont bloqués par des hommes armés et ne peuvent pénétrer dans la région.

#### Annexion de la Crimée
Le 6 mars, le Parlement de Crimée adopte à l'unanimité une motion réclamant son rattachement à la Russie, sous la contrainte des soldats armés russes et des militants pro-russes,. Le référendum est également avancé au 16 mars à la place du 25 mai. Ce jour-là, le parlement russe adopte une loi facilitant l'annexion de la Crimée par la Russie.
Le 7 mars, un autre navire russe de classe BM-416 est sabordé.
Le 8 mars, des gardes-frontières ukrainiens sont déployés le long de la Transnistrie (république séparatiste de Moldavie) dans le but d'empêcher des provocations d'activistes pro-russes dans l'oblast d'Odessa. Des allégations font également surface quant à l'implication, selon les Russes, de mercenaires de la société privée militaire américaine Academi (anciennement Blackwater) pour réprimer les manifestations pro-russes à Donetsk. The Washington Post les interprète comme un « prétexte pour une intervention militaire russe en Ukraine au-delà de la Crimée ».
Le 11 mars, le Parlement de Crimée déclare par 78 voix sur 81, sous la contrainte des militants pro-russes armés, son « indépendance » vis-à-vis de l'Ukraine par la création de la république de Crimée qui regroupe la république autonome de Crimée et la ville de Sébastopol. Dans son communiqué, il déclare s'inspirer de la déclaration d'indépendance du Kosovo en 2008. Un des leaders russes de l'organisation des milices armées en Crimée et alors agent du FSB, Igor Guirkine, avouera en 2015 dans une interview que les députés du parlement de Crimée ont été forcés à voter le rattachement à la Russie par les forces qu'il dirigeait.
Le 13 mars, la Russie accepte pour la première fois l'envoi d'une mission de l'OSCE en Ukraine alors que 8 500 soldats russes, selon une annonce officielle du gouvernement russe, seraient déployés de l'autre côté de la frontière ukrainienne et participeraient à des exercices militaires. La Russie a de plus envoyé six avions de combat Su-27 et trois avions de transports en Biélorussie à la suite d'une demande du gouvernement de ce pays. Le Parlement ukrainien approuve la formation d'une Garde nationale de volontaires qui pourrait comprendre jusqu'à 60 000 hommes, chargée de la sécurité intérieure, de la protection des frontières et de la lutte contre le terrorisme. Un manifestant pro-Kiev est tué lors de heurts avec des manifestants pro-russes à Donetsk.
Le 16 mars, la Crimée vote le rattachement à la Russie, 96,77 % des votants ayant voté en faveur de cette résolution lors du référendum contre 2,51 % pour le rétablissement de la Constitution de la république de Crimée de 1992 et le maintien du statut de la Crimée au sein de l'Ukraine. Le 17 mars, le rouble devient la monnaie officielle de la république de Crimée mais la hryvnia, la monnaie ukrainienne qui avait cours légal, sera acceptée jusqu'au 1er janvier 2016. L'intégration des institutions de Crimée dans la fédération de Russie devrait prendre un an. En contrepartie la Russie annonce envoyer une aide de 15 milliards de roubles (295 millions d'euros) à la Crimée.
Le 17 mars, l'Ukraine annonce mobiliser jusqu'à 40 000 réservistes contre « l'ingérence russe » en Crimée. Le lendemain, le gouvernement russe annonce que la république de Crimée et la ville de Sébastopol (dont le maire est Alexeï Tchaly) sont devenues deux nouveaux sujets fédéraux de Russie. Le gouvernement ukrainien se prépare à retirer ses troupes de Crimée vers l'Ukraine continentale « rapidement et efficacement ».
L'Ukraine annonce officiellement le 24 mars retirer ses troupes de Crimée.

### Avril
Le 17 avril, Vladimir Poutine reconnaît dans une interview télévisée que les soldats sans insigne qui avaient envahi la Crimée étaient des soldats de l'armée russe : « Derrière les forces d'autodéfense de Crimée, bien sûr, se trouvaient nos militaires ».
Dans le même temps, en ce début d'avril, une insurrection armée séparatiste soutenue par la Russie émerge dans l'est du pays. Commence alors la guerre du Donbass,.

## Opérations militaires
Le 1er mars, des militaires russes s'emparent du quartier général du 55e régiment de missiles anti-aériens (uk) à Eupatoria, désarmant le personnel ukrainien. Ce jour-là, les Russes encerclent les trois régiments ukrainiens de défense aérienne stationnés en Crimée. À Belbek, les Russes occupent les hangars et encerclent le poste de garde. Les Ukrainiens refusent l'ordre de rendre leurs armes, mais ce soir-là, le poste de garde est pris d'assaut à l'aide de grenades assourdissantes. L'armée ukrainienne indique que les aéroports militaires de Kirovske et Belbek sont contrôlés par les Russes,.
Le même soir, deux navires de débarquement russes de classe Ropucha (le Kaliningrad et le Minsk de la flotte de la Baltique) arrivent au port de Sébastopol. Dans la nuit, un Su-27 ukrainien force les avions russes Il-76 à quitter l'espace aérien ukrainien. Le 2 mars, les navires de débarquement de classe Ropucha Olenegorsky Gornyak (de la flotte du Nord) et le Georges le Victorieux (ru) (de la flotte de la Baltique) arrivent à Sébastopol.
Le soir du 2 mars, l'amiral Denis Berezovski, nommé le 1er mars commandant en chef de l'amirauté ukrainienne fait allégeance au camp pro-russe. Il est aussitôt poursuivi pour haute trahison par les autorités ukrainiennes. Mille soldats russes encerclent les services des douanes et des garde-côtes à Pereval'ne, tentant sans succès de désarmer les unités ukrainiennes qui s'y trouvent. Selon les autorités ukrainiennes qui organisent la mobilisation générale, 150 000 soldats russes seraient massés de l'autre côté des frontières de l'Ukraine.
Le 3 mars, Washington estime que « la Russie a atteint le contrôle opérationnel de la Crimée ».
À Belbek, les deux camps échangent plusieurs ultimatums : les Russes exigent la reddition des Ukrainiens assiégés et les Ukrainiens demandent l'accès à certaines parties de la base. Aucune des deux parties ne respecte les termes des ultimatums de l'autre camp. Le 4 mars, la garnison ukrainienne commandée par le colonel Iouliy Mamtchour (en) de la 204e brigade d'aviation tactique monte une « contre-attaque » : à pied et sans armes, les drapeaux déployés et entonnant l'hymne national ukrainien,. Les Ukrainiens portaient le drapeau ukrainien bleu et or et le drapeau rouge de l'Union soviétique. La brigade, respectée par les Russes par le rôle qu'elle a joué pendant la Seconde Guerre mondiale, marche en direction d'un point de contrôle russe avant d'être stoppée par des tirs de sommation. Malgré les coups de feu d'avertissement des Russes, le colonel Mamtchour et ses Ukrainiens parviennent à reprendre la piste et à négocier le retour sous contrôle conjoint russo-ukrainien,  d'autres parties de la base aérienne sous contrôle russe. Les soldats réguliers russes à Belbek sont accompagnés d'hommes prétendant appartenir aux forces d'autodéfense locales. Malgré l'absence d'insignes sur les uniformes russes, un GAZ 2330 TIGR est identifié comme appartenant à la partie russe : ses plaques d'immatriculation militaires le rattachent au district militaire du Caucase du Nord, et non à la flotte de la mer Noire.
Le 5 mars, le croiseur russe Otchakov de la classe Kara, désarmé en 2008, est coulé volontairement pour bloquer l’accès du lac Donouzlav, où se trouve la Base navale sud de la marine ukrainienne de Novoozerne. Les Russes s'emparent par ailleurs de deux bases de lancement de missiles : une située à Eupatoria (dans l'ouest) et l'autre à Fiolent (dans le sud).
Par ailleurs, des sources russes affirment que jusqu'à 6 000 soldats ukrainiens auraient fait défection et rejoint le camp pro-russe depuis le début de la crise. Le 6 mars, des volontaires serbes Tchetniks arrivent en Crimée aux côtés des Russes, pour les soutenir.
Le 9 mars, jusqu'à 80 soldats déployés par camions s'emparent des bases aériennes ukrainiennes de Novofedorivka (Novodeforovka) et de Djankoï où stationnaient des hélicoptères Mil Mi-24 de la Force aérienne ukrainienne.
|  |

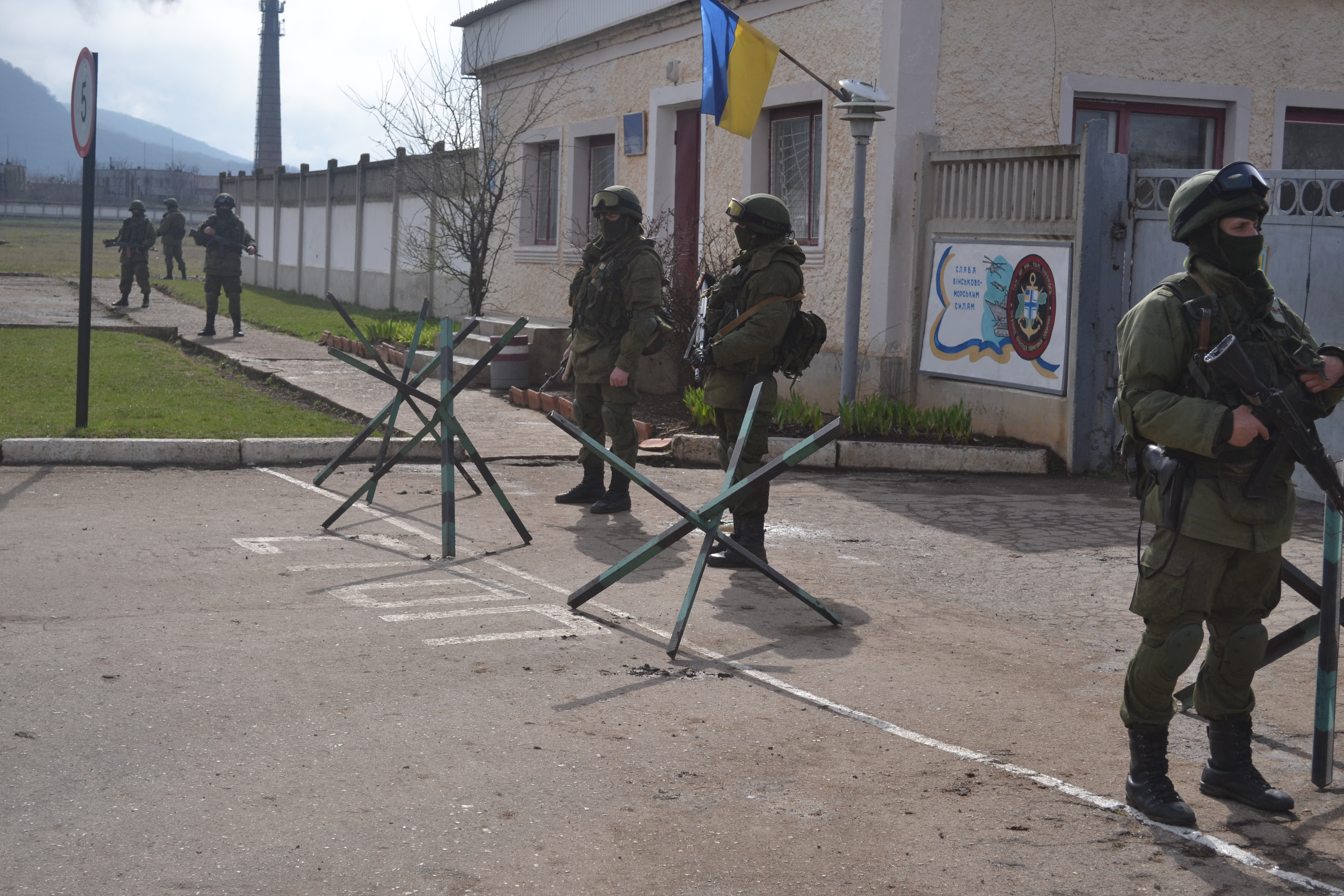
Soldats russes sans insigne bloquant la base ukrainienne de Perevalnoïe, le 9 mars 2014.

Le 10 mars, les Russes désarment un bataillon d'infanterie motorisé ukrainien à Bakhtchissaraï et prennent le contrôle d'une base de lancement de missiles à Tchornomorskoïe et du principal hôpital militaire ukrainien en Crimée (situé à Simferopol).
Le 11 mars, des exercices militaires ukrainiens débutent, alors que les forces russes seraient par ailleurs entrées dans l'oblast de Kherson (reliant l'Ukraine à la Crimée) et y auraient placé des mines et des bornes-frontières quelques jours plus tôt.
Le 12 mars, les pompiers ukrainiens, accompagnés du colonel Mamtchour, éteignent un incendie qui s'est développé dans la partie occupée par la Russie de la base aérienne de Belbek.
Le 14 mars, le colonel Mamtchour (commandant la 204e brigade d'aviation tactique, basé à l'aéroport international de Sébastopol, réquisitionné par les troupes pro-russes) lance un appel sur YouTube au gouvernement ukrainien, lui demandant de donner des ordres écrits à toutes les troupes ukrainiennes en Crimée, faute de quoi lui et sa brigade se battront, même s'ils ne peuvent pas résister longtemps,.
Le 15 mars, selon le ministère de la Défense de l'Ukraine, l'armée ukrainienne aurait fait décoller des avions de chasse et envoyé des parachutistes pour repousser une tentative d'intrusion par hélicoptère de jusqu'à 120 soldats russes dans l'oblast de Kherson. Le communiqué officiel ne donne pas plus de détails et aucune source indépendante n'a pu confirmer cette déclaration. Les Russes affirment s'être déployés pour protéger la station de pompage de gaz de Chornomornaftogaz (en) (qui doit être transférée à Gazprom à la suite de la nationalisation des entreprises engagée par les autorités de Crimée) d'éventuelles attaques terroristes,.
Le même jour, une attaque contre un centre photogrammétrique de la Direction centrale des opérations de soutien fait un tué, un blessé et dix-huit prisonniers parmi la garnison ukrainienne et un autre tué parmi les forces pro-russes Criméennes, les forces ukrainiennes en Crimée recevant l’autorisation après cet incident de faire usage de leurs armes. La base ukrainienne de Simferopol est prise par les pro-russes.
Le 19 mars, Dmytro Tymtchouk (en), de l'organisation ukrainienne Information Resistance (uk), déclare sur Facebook que la 36e brigade de défense côtière (uk) de la marine ukrainienne allait désormais cesser de résister au blocus russe de leur base de Perevalnoïe et entreposer leurs armes. Le personnel déciderait de servir les forces armées russes ou d'évacuer vers l'Ukraine continentale,.
Le 19 mars, vers 20 h 30, les troupes ukrainiennes ouvrent le feu contre des forces hostiles non identifiées qui tentent de s'emparer de la base aérienne de Belbek en lançant des grenades assourdissantes. Les attaquants sont repoussés. Le gouvernement ukrainien se prépare à retirer ses troupes de Crimée vers l'Ukraine continentale « rapidement et efficacement ».

Le 20 mars, les forces russes capturent deux corvettes ukrainiennes dans le port de Sébastopol : le Loutsk (en) et le Khmelnytskyi (uk). Les 200 membres d'équipage ukrainien sont ramenés vers la côte,. Par ailleurs, la frégate ukrainienne Hetman Sahaydatchniy se serait confrontée à quatre navires de guerre russes soutenus par deux hélicoptères d'assaut Mi-35, ces derniers étant rentrés dans les eaux territoriales ukrainiennes au large d'Odessa. Il n'y a pas eu cependant d'échange de tirs et l'Hetman Sahaydatchniy se serait retiré. Dans la soirée, quinze à vingt soldats russes prennent d'assaut une autre corvette ukrainienne, le Ternopil (en).

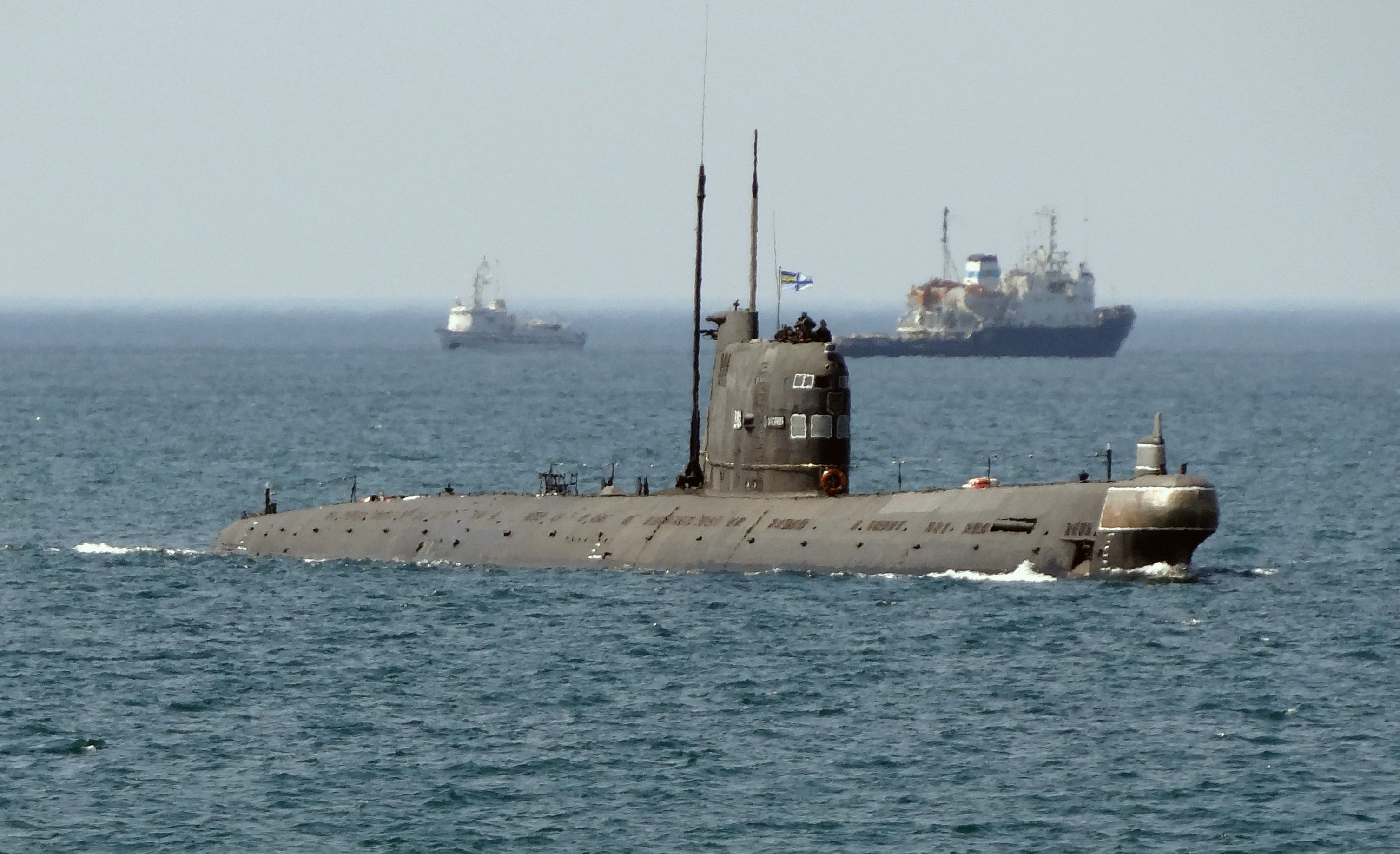
Le sous-marin ukrainien Zaporijjia (photographié ici en 2012) a été pris d'assaut par les Russes le 21 mars 2014.

Le 21 mars, des navires de guerre russes encerclent à Sébastopol le sous-marin ukrainien Zaporijjia (en). Il est capturé par les Russes après avoir été attaqué à l'aide de grenades. Le dragueur de mines ukrainien Tcherkassy (uk) tente infructueusement de négocier avec les Russes pour obtenir un accès à la haute mer (le port ayant été bloqué par le sabordage de navires russes). À la suite de l'échec des négociations, le Tcherkassy et le navire de débarquement Konstantin Olshansky jettent l'ancre et se disposent en formation défensive dans le port.
Selon Tymtchouk, au 21 mars, seuls environ 200 militaires ukrainiens de la 36e brigade de défense côtière restent fidèles aux forces armées ukrainiennes. Les autres passent du côté russe ou désertent tout simplement.
Le 22 mars, la base aérienne ukrainienne de Belbek est prise par des forces spéciales russes soutenues par six blindés BTR-80 qui lancent des grenades fumigènes contre les installations de la base. Un journaliste et un soldat ukrainien sont blessés dans l'assaut, le colonel Mamtchour (commandant la garnison) est capturé par les Russes qui s’emparent, à Sébastopol, de la corvette ukrainienne Vinnytsia (en) et du navire de commandement Slavoutytch (en) .
Le 23 mars, selon le Comité de la sécurité de l'État de Transnistrie, un drone ukrainien aurait été abattu au-dessus du territoire transnistrien par les forces de sécurité de ce pays.
Le 24 mars dans la matinée, des hélicoptères russes Mi-24 et Mi-8 attaquent la base ukrainienne de Féodossia, avant d'être par la suite pris par les forces spéciales russes soutenues par trois BTR-80. 80 soldats et 2 officiers sont faits prisonniers. Le Konstantin Olchansky est pris d'assaut par 200 soldats russes ainsi que le navire auxiliaire Henichesk (uk). De son côté, le Tcherkassy aurait repoussé l'attaque de deux vedettes armées hostiles. L'Ukraine annonce officiellement dans la même journée retirer ses troupes de Crimée.
Le 25 mars, le Tcherkassy, dernier navire à arborer le drapeau ukrainien en Crimée, est finalement capturé après une confrontation ayant duré environ deux heures avec des navires et hélicoptères russes, sans faire de victimes.
Le 26 mars, le Service national des frontières ukrainien fait état de deux navires de la Marine russe déployés à 3,9 milles nautiques (7 km) au large de Strilkove dans l'oblast de Kherson. L'un des navires a été identifié comme étant le navire de renseignement Priazov'ye de classe Vishnya. De plus l'Ukraine enregistre le survol de sa frontière par 40 drones russes, 11 d'entre eux en violation des procédures relatives à l’utilisation de l'espace aérien ukrainien. Tout le personnel militaire ukrainien retenu prisonnier par les autorités locales de Crimée est cependant libéré sain et sauf selon le ministère ukrainien de la Défense.
Le 28 mars, deux hélicoptères russes basés en Crimée survolent « par accident » l'oblast de Kherson (en territoire ukrainien). Dans le même temps, le ministère russe de la Défense annonce que le matériel militaire ukrainien capturé en Crimée serait rendu à l'Ukraine.
Le 2 avril, le capitaine ukrainien Viatcheslav Demianenko retenu en captivité depuis le 20 mars est libéré par les Russes,.
Le 7 avril, un soldat russe aurait fait irruption dans la caserne de la marine ukrainienne de Novofedorivka où le personnel de la base est en attente d'être évacué vers l'Ukraine continentale et aurait tué un officier ukrainien, selon le ministère ukrainien de la Défense.

### Attitude des militaires ukrainiens
Des altercations armées se produisent ponctuellement entre soldats fidèles à Kiev et miliciens pro-russes. Ainsi, deux combattants sont tués (un pro-russe et un pro-ukrainien) lors d'une fusillade entre les deux parties, le 18 mars 2014, tandis que les locaux de la marine ukrainienne à Sébastopol sont investis par les "Forces d'autodéfense" pro-russes le lendemain.
Le processus d’adhésion de la république autonome de Crimée à la fédération de Russie et donc de sa séparation de l'Ukraine amène les marins originaires de la péninsule à se positionner quant à leur loyauté. Ils seront ainsi 6 000 à faire le choix de rejoindre la Russie, et 2 000 à rester Ukrainiens.

## Impacts

### Économiques
La crise a provoqué des turbulences sur les marchés financiers. De nombreux marchés à travers le monde ont baissé légèrement en raison de la menace d'instabilité. Les cours de l'euro et du dollar américain ont monté, tout comme celui du dollar australien et du franc suisse. Le marché boursier russe a chuté de plus de 10 %, tandis que le rouble russe a atteint un niveau bas historique contre le dollar américain et l'euro. La banque centrale russe a relevé les taux d'intérêt et est intervenue sur les marchés de change à hauteur de 12 milliards de dollars pour tenter de stabiliser sa monnaie. Par ailleurs, les prix du blé et des céréales ont augmenté, l'Ukraine étant un important exportateur de ces deux matières premières agricoles.
Il y a de plus des inquiétudes sur les exportations de gaz russe vers l'Europe et l'Ukraine qui pourraient être perturbées par le conflit actuel. 30 % du gaz européen est importé de Russie, dont la moitié transite par les pipelines ukrainiens. Le 1er mars, le ministère russe de l'Énergie décide d'arrêter les subventions de gaz russe pour l'Ukraine sans pour autant arrêter les exportations.
Le 28 mars 2014, la Russie annonce qu'elle va augmenter de 80 % le prix du gaz naturel que paie l'Ukraine, ressource dont elle est très dépendante. Le premier ministre ukrainien Arseni Iatseniouk qualifie cette décision '« d' «inacceptable » et accuse la Russie de vouloir s'« emparer de l'Ukraine par une agression économique », après que « la Russie a été incapable de s'emparer de l'Ukraine militairement ».
En représailles, les autorités de Kiev annoncent le 26 avril qu'elles vont fermer les vannes du canal de Crimée du nord, qui assure 85 % des besoins en eau de la péninsule.

### Sociaux
Avant l'annexion, plus de 80% des Ukrainiens avaient une opinion favorable de la Russie, contre seulement moins de 50% en septembre 2014. Le premier ministre Arseni Iatseniouk et Petro Porochenko, alors candidat à la présidentielle, avaient déclaré avant l'invasion russe qu'intégrer l'OTAN n'était pas une priorité. Mais avec l'invasion, Iatseniouk demande que l'Ukraine reprenne le processus d'adhésion (qui avait été abandonné en 2010 par le président pro-russe Ianoukovitch) à l'Alliance atlantique. Porochenko devenu président, demande lui un statut spécial pour l'Ukraine.
Entre 2014 et 2015, 20 000 habitants fuient la Crimée. Entre 2015 et 2019, plus de 134 000 personnes vivant en Crimée font une demande de passeport à l'Ukraine. Les demandes sont toutes approuvées.
Dans la péninsule, la minorité tatare subit des pressions dès l'invasion russe. Les opposants, journalistes, responsables d’organisations non gouvernementales (ONG), minorités ethniques et religieuses, subissent des pressions. En quelques mois, plusieurs militants d’ONG disparaissent. De nombreux lieux de culte de l’Église orthodoxe ukrainienne rattachée au patriarcat de Kiev sont vandalisés.

### Politiques
Le gouverneur de Crimée et les membres de son gouvernement pouvaient, avant l'annexion, être nommés ou révoqués par les membres du parlement de Crimée en accord avec le président de l'Ukraine. Désormais, avec la nouvelle constitution, le gouverneur de Crimée est élu par le parlement parmi les candidats proposés par le Président de la Fédération de Russie, et seul ce dernier peut révoquer le gouverneur.

## Aspects légaux
Les obligations entre la Russie et l'Ukraine en matière d'intégrité territoriale et d'interdiction du recours à la force sont définies dans un certain nombre d'accords multilatéraux ou bilatéraux dont la Russie et l'Ukraine sont signataires.

### Souveraineté
La Russie et l'Ukraine sont toutes deux signataires de la Charte des Nations unies. La ratification de cette charte a plusieurs conséquences en matière de droit international, notamment en ce qui concerne le thème de la souveraineté.
Vladimir Poutine affirme que l'intervention russe en Ukraine a été effectuée pour protéger les populations locales russophones, tandis que l'Ukraine et d'autres pays soutiennent que cette intervention constitue une violation de la souveraineté de l'Ukraine. Poutine, dans un entretien téléphonique avec Barack Obama en 2014, affirme que la déclaration d'indépendance du Kosovo de 2008 (à laquelle Moscou s'était opposée) fait jurisprudence, pour justifier le référendum de Crimée.
La Russie viole ses engagements signés en 1994 dans le Mémorandum de Budapest par lequel elle s'était engagée à respecter la souveraineté territoriale de l'Ukraine. Elle avait également signé le traité d'amitié russo-ukrainien en 1997 dans lequel les deux parties s'engageaient à respecter l'inviolabilité de leurs frontières respectives.

### Autodétermination
La Charte des Nations unies traite également des thématiques liées à l'autodétermination (article 55), aux actes d'agression (articles 1 et 39) et aux conditions humanitaires (article 1).
Moscou et les sécessionnistes mettent en avant plusieurs textes qui impliqueraient que les habitants de Crimée aient le droit de décider de se séparer de l'Ukraine et de demander leur rattachement à la Russie.
Leur revendication repose tout d'abord sur le droit des peuples à disposer d'eux-mêmes inclus dans la Charte des Nations unies. Seulement, ce droit ne peut s'exercer sereinement, à cause de la pression de la Russie et de sa présence militaire, qui donneraient au processus des airs d'annexion. Par ailleurs, la résolution no 1514 de l'ONU précise que seuls les peuples qui ont subi une « subjugation, domination et exploitation étrangères » peuvent prétendre au droit à l’autodétermination, ce texte se référant au cas de la colonisation en Afrique,. Le spécialiste des relations internationales Jean Charpentier fait remarquer que cette résolution établit une injustice entre les peuples de la décolonisation et les autres.
L'ONU permet cependant, pour un peuple qui n'est pas dans un cas de « subjugation, domination et exploitation étrangères », une gestion interne de ses affaires politiques tant que cela ne remet pas en cause l'État auquel il appartient. Avant l'intervention russe, la Crimée était déjà dans ce cas. En effet, elle disposait alors d'un statut spécial lui accordant certaines prérogatives par rapport au gouvernement ukrainien en tant que république autonome et jouissait donc déjà du droit des peuples à disposer d'eux-mêmes.
La résolution 68/262 de l'Assemblée générale de l'ONU n'est cependant pas fondée juridiquement sur le droit international car celui-ci n'interdit pas une sécession si elle repose sur une consultation des populations, bien que dans le cas de la Crimée, le référendum ne soit pas reconnu par l'ONU.
Selon Théodore Christakis, professeur de droit international à l'université Grenoble II Pierre Mendès-France et directeur du Centre d'études sur la sécurité internationale et les coopérations européennes (CESICE), « un référendum concernant le statut futur d'un territoire n'est pas, en principe, "illégal" du point de vue du droit international, pas plus qu'une éventuelle déclaration d'indépendance à la suite d'un tel référendum ». Pour lui, « le véritable problème en Crimée n'est donc pas le référendum, mais l'intervention militaire et l'ingérence russes qui elles, sont clairement "illégales" et peuvent rendre aussi illégale la situation résultant du référendum ». Il souligne que l'intervention russe en Crimée est clairement illégale et que l'argument du droit des peuples à disposer d'eux-mêmes pour justifier le référendum n'est pas fondé car ce droit s'applique uniquement à des peuples ou ethnies en situation de décolonisation ou d'occupation militaire. Selon le professeur Pierre Bodeau-Livinec, une sécession, comme celle de la Crimée avec l'Ukraine, n'est ni autorisée ni interdite en droit international : c'est un fait. Mais ce fait ne vaut que si le droit international n'est pas violé pour y parvenir.
L'ingérence militaire de la Russie durant le processus jette un très net doute sur la sincérité de cette sécession qui est donc assimilable à une annexion pure et simple de la Crimée par la Russie.
Les observateurs de la mission spéciale d'observation de l'OSCE en Ukraine sont refoulés à quatre reprises et ne peuvent surveiller le bon déroulement du vote. Les seuls observateurs conviés sont des « politologues et députés européens surtout connus pour leurs allégeances à l’extrême droite » : l'eurodéputé du Rassemblement National Thierry Mariani en fait partie. Également invité, l'eurodéputé Fabrizio Bertot (en) du parti Forza Italia et du groupe Parti populaire européen, déclare que « le vote a eu lieu régulièrement ». Par ailleurs, la campagne, clairement en faveur d'un rattachement à la Russie, est menée en deux semaines à peine.
Le 22 mars 2014, la Commission de Venise du Conseil de l'Europe dépose son opinion : 'La Constitution de l'Ukraine, comme d'autres constitutions des États membres du Conseil de l'Europe, prévoit l'indivisibilité du pays et n'autorise pas la tenue d'un référendum local sur la sécession de l'Ukraine. Cela résulte notamment des articles 1, 2, 73 et 157 de la Constitution. Ces dispositions, combinées au chapitre X de la Constitution, montrent que cette interdiction s'applique également à la République autonome de Crimée et que la Constitution de Crimée n'autorise pas le Soviet suprême de Crimée à convoquer un tel référendum. Seul un référendum consultatif sur une autonomie accrue pourrait être autorisé par la Constitution ukrainienne.. De plus, la situation en Crimée n'a pas permis la tenue d'un référendum conforme aux normes démocratiques européennes. Tout référendum sur le statut d'un territoire aurait dû être précédé de négociations sérieuses entre toutes les parties prenantes. De telles négociations n'ont pas eu lieu."

### Réactions nationales

#### Ukraine

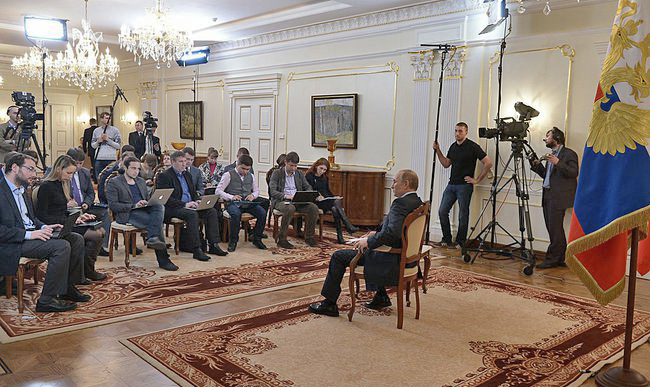
Le président russe Vladimir Poutine s'exprime lors d'une conférence de presse à propos de la situation en Ukraine le 4 mars, dénonçant les événements à Kiev comme un « coup anticonstitutionnel » et en insistant sur le fait que la Russie a le droit de « protéger ses citoyens en Ukraine ».

Le président intérimaire ukrainien Oleksandr Tourtchynov accuse la Russie de « provoquer un conflit » en envahissant la Crimée. Il compare les actions militaires de la Russie à la deuxième guerre d'Ossétie du Sud de 2008, lorsque les troupes russes ont envahi la Géorgie et occupé les républiques séparatistes d'Abkhazie et d'Ossétie du Sud, après avoir vaincu l’armée géorgienne. Il appelle Poutine à retirer les troupes russes de Crimée et déclare que l'Ukraine « préservera son territoire et défendra son indépendance ». Le 1er mars, il avertit qu'une intervention militaire « serait le début de la guerre et la fin des relations entre l'Ukraine et la Russie », fait placer les forces armées ukrainiennes en état d'alerte maximale et fait mobiliser les réservistes.
Le 7 mars, Ioulia Tymochenko prévient qu'un « rattachement de la Crimée à la Russie créerait les conditions d'une guerre de guérilla ».
Le 5 mars 2014, le ministre des Affaires étrangères ukrainien déclare : « nous voulons régler cette crise pacifiquement. Nous ne voulons pas combattre les Russes », juste après avoir été reçu par son homologue français Laurent Fabius au Quai d'Orsay. « Nous voulons maintenir un bon dialogue, de bonnes relations avec le peuple russe. Nous apprécions tous les contacts possibles ».
Le 11 mars, alors que Ianoukovytch ne s'était pas exprimé depuis le 28 février, il appelle les forces armées ukrainiennes à ne pas suivre les « ordres criminels » du gouvernement agissant à Kiev. Il décrit l'actuel gouvernement ukrainien comme une « bande d'ultranationalistes et de néo-fascistes » et critique ses soutiens occidentaux supposés, tout en annonçant sa volonté de revenir en Ukraine.
Le 13 mars 2014, Iatseniouk estime qu'il y a « encore une chance de résoudre la crise avec Moscou pacifiquement ». L'ambassadeur russe à l'ONU, Vitali Tchourkine, lui répond que « la Russie ne veut pas la guerre et les Russes non plus, et je suis convaincu que les Ukrainiens non plus ». À trois jours du référendum, le leader des Tatars de Crimée, Moustafa Djemilev, appelle quant à lui les habitants à boycotter celui-ci.
En avril, les autorités ukrainiennes ferment les vannes du canal de Crimée du nord, dont la Crimée dépend à 85 % pour son approvisionnement en eau, provoquant notamment des problèmes dans l'agriculture locale. Le gouverneur de Crimée Serguei Aksionov déclare que des négociations ont lieu avec l'Ukraine pour tenter de trouver une solution.
En décembre 2014, les autorités ukrainiennes prennent des mesures contre la Crimée pour faire pression sur la Russie, notamment en décidant la suspension des liaisons ferroviaires et en car à destination de la péninsule, officiellement pour des raisons de sécurité.

#### Russie
Le 4 mars 2014, le secrétaire d'État des États-Unis John Kerry prévoit d'isoler la Russie, de la sanctionner économiquement et de rendre l'obtention des visas plus difficile pour ses citoyens. Le ministère des Affaires étrangères russe déclare en retour que « cette attitude est irresponsable et contreproductive ». Il pose la question de savoir pourquoi Kerry, en qualité d'homme politique américain, s'est rendu en personne auparavant sur Maïdan, afin de soutenir les manifestants. Sergueï Narychkine, le président de la Douma d'État (chambre basse du Parlement russe) et proche de Poutine, déclare le 3 mars : « la déclaration du secrétaire d'État John Kerry sur l'isolement de la Russie à cause de la politique en Crimée est à courte vue. Ces mesures mèneraient à une escalade de la crise autour de l'Ukraine ».
Le 28 mars, Lavrov affirme que la Russie n'a pas l'intention d'envahir l'Ukraine orientale alors que 100 000 soldats russes seraient massés près de la frontière ukrainienne, prêts à rejouer le scénario de la Crimée dans l'est du pays selon le gouvernement ukrainien.

### Réactions internationales
La Chine appelle au dialogue et au respect de l'indépendance, de la souveraineté et de l'intégrité territoriale de l'Ukraine tout en refusant de s'opposer directement à la décision de la Russie.

#### Nations unies

Réactions par pays.
— État appelant à une résolution pacifique du conflit.
— État appelant au respect de l’intégrité territoriale de l'Ukraine.
— État condamnant les actes russes.
— État condamnant les actes russes et les interprétant comme une intervention militaire.
— État soutenant l'intervention russe.
— État reconnaissant la légitimité des intérêts russes.
— Ukraine.
— Russie.

Le 27 mars, l'Assemblée générale des Nations unies adopte une résolution dénonçant le référendum en Crimée (estimant qu'il n'avait aucune validité) et l'annexion russe de la péninsule. La résolution recueille 100 voix pour, 11 voix contre et 58 abstentions, sur les 193 États membres. La Syrie fait part de son soutien à Poutine et la Chine, qui s'était abstenue lors d'une résolution occidentale dénonçant le référendum, rejetée en raison du veto de la fédération de Russie, a appelé au dialogue et au respect de l'indépendance, de la souveraineté et de l'intégrité territoriale de l'Ukraine tout en refusant de s'opposer directement à la Russie.

#### Réactions pro-Ukraine
Au niveau international, les États-Unis, l'Union européenne et d'autres pays se sont opposés à la Russie, l'accusant de violer le droit international et la souveraineté de l'Ukraine. De plus, l'Union européenne ordonne la suspension immédiate des négociations de libéralisation des visas avec la Russie, tout en évoquant la possibilité de sanctions économiques (gels d'avoirs). Dès le 28 février, dans une déclaration, le président américain Barack Obama met en garde la Russie, tout en excluant une éventuelle intervention militaire américaine aux côtés des Ukrainiens. Le sommet du G8 qui devait se tenir à Sotchi en juin est annulé, et la Russie est exclue temporairement du G8 (devenu par conséquent G7), et n'y est jamais revenue.
Le 7 mars 2014, le président français François Hollande se déclare contre le référendum sur le rattachement de la Crimée à la Russie, affirmant qu'il ne peut y avoir de référendum sur l'avenir de la péninsule « sans que l'Ukraine elle-même n'ait décidé de l'organiser ». Merkel parle d' « annexion de la Crimée » et affirme que le référendum en Crimée est « illégal » et « contraire à la Constitution ukrainienne et au droit international ». Le 13 mars, elle affirme lors d'une déclaration au Bundestag que « si la Russie continue sur la même voie que celle des dernières semaines, ce n'est pas seulement une catastrophe pour l'Ukraine (…), cela nuit aussi et surtout massivement à la Russie, j'en suis convaincue, économiquement, comme politiquement ». Le 12 mars, Obama affirme que les États-Unis « rejettent complètement » les projets de référendum.
Le Conseil de l'Europe a jugé le référendum illégal et ne reconnaît pas l'annexion de la Crimée.

## Réactions
Le Canada rappelle son ambassadeur de Russie.

Le 20 mars, quatre jours après le référendum, Merkel évoque la possibilité de davantage de sanctions de l'Union européenne contre la Russie, tandis qu'Obama annonce imposer des sanctions (en) contre vingt citoyens russes, dont des proches du Poutine et contre Rossiya Bank (la 17e plus importante banque de Russie) en réponse à l'annexion de la Crimée. Il refait par ailleurs part du soutien de l'OTAN aux pays baltes.
| - Le président Barack Obama lors d'une conversation téléphonique avec le président Vladimir Poutine à propos de l'Ukraine, le 1er mars 2014. - Le secrétaire d'État des États-Unis John Kerry (2e en partant de la gauche sur la photo) lors d'une réunion avec des membres du parlement ukrainien à Kiev le 4 mars 2014. - Le président Oleksandr Tourtchynov et le premier ministre Arseni Iatseniouk avec John Kerry, le 4 mars 2014. |

### Réactions prorusses
Le 6 mars, Shivshankar Menon, conseiller à la Sécurité nationale (en) de la République indienne, appelle toutes les parties impliquées à chercher une solution pacifique à cette crise diplomatique ; questionné sur la position officielle de l'Inde sur les événements qui se déroulent en Ukraine, il déclare « nous espérons que, quels que soient les problèmes internes en Ukraine, ils puissent être résolus pacifiquement, ainsi que les problématiques plus larges de réconcilier les différents intérêts impliqués, et il y a des intérêts russes ainsi que d'autres qui sont impliqués... Nous espérons qu'ils seront discutés, négociés et qu'une résolution satisfaisante de ces conflits d'intérêts sera trouvée ». Le 8 mars 2014, l'Inde déclare que les « intérêts russes en Crimée sont légitimes ».
La Syrie, par le biais de son président Bachar el-Assad, a été le seul pays à avoir fait part explicitement de son soutien aux efforts de Poutine visant à « rétablir la sécurité et la stabilité dans le pays ami d'Ukraine ».
De son côté, le ministre des Affaires étrangères cubain Bruno Rodríguez Parrilla a dénoncé ce qu'il a appelé « l'hypocrisie, les doubles standards et l'agression » de Washington et de l'OTAN en faisant référence à l'éviction de Ianoukovytch et a mis en garde contre toute tentative d'étendre la présence de l'OTAN aux frontières de la Russie qu'il considérerait comme une violation flagrante du droit international et de la Charte des Nations unies et qui constituerait une menace pour la paix, la sécurité et la stabilité mondiales.
Le président de la république serbe de Bosnie, Milorad Dodik, déclare que le référendum organisé en Crimée est légitime.

### Réaction militaire de l'OTAN
Le 5 mars, le Pentagone annonce envoyer six avions de combat et un avion de ravitaillement supplémentaires afin d'augmenter les quatre participant déjà à la mission Baltic Air Policing,. Les États-Unis annoncent de plus le 6 mars envoyer 12 avions et 300 personnels en Pologne en réponse vraisemblablement aux activités russes en Crimée,. Le 7 mars, la Turquie fait décoller six de ses F-16 après qu'un avion espion russe a volé près de ses côtes au large de la mer Noire (celui-ci serait néanmoins resté dans l'espace aérien international).
Le 10 mars, des avions Awacs de l'OTAN sont envoyés au-dessus de la Pologne et de la Lituanie pour surveiller la frontière russe (exclave de Kaliningrad).
Le 17 mars, le Royaume-Uni fait part de sa proposition de déployer un certain nombre d'Eurofighter Typhoon pour appuyer la mission Baltic Air Policing de l'OTAN. Le Danemark annonce à son tour envoyer six F-16 pour soutenir cette mission le 27 mars 2014.
Le 12 février 2025, Pete Hegseth, le nouveau secrétaire à la défense américain, juge irréaliste un retour de l'Ukraine à ses frontières d'avant 2014, ce qui exclut le territoire de la Crimée.